# 흐멜니츠키 봉기
흐멜니츠키 봉기 또는 흐멜니츠키의 난(폴란드어: Powstanie Chmielnickiego, 우크라이나어: повстання Богдана Хмельницького, 러시아어: восстание Богдана Хмельницкого)은 1648년부터 1657년까지 폴란드-리투아니아 연방의 지배를 받고 있던 우크라이나의 카자크 지도자인 보흐단 흐멜니츠키가 일으킨 카자크의 무장 봉기이다.
1648년 폴란드 출신 귀족과의 분쟁으로 인해 자포리자 카자크의 요새로 도망친 보흐단 흐멜니츠키가 자포리자 카자크와 함께 무장 반란을 일으켰다. 그의 무장 반란은 농민, 도시민, 성직자들로부터 높은 지지를 받았으며 흐멜니츠키가 이끄는 군대는 조브티보디 전투와 같은 여러 전투에서 폴란드 군대를 격파했다.
흐멜니츠키가 이끄는 군대는 1649년 8월 폴란드군과의 즈보리우 전투에서 크림 타타르족을 지원하여 승리를 차지했고 같은 해 8월 17일에 체결된 즈보리우(Zboriv) 조약을 통해 자치권을 인정받게 된다. 이 조약은 사실상 흐멜니츠키가 독립적인 카자크 수장국을 수립하는 것을 허용하는 내용이었지만 농노제를 유지하고 있었기 때문에 농민의 지지를 얻지 못했다. 흐멜니츠키가 이끄는 군대는 1651년 6월에 일어난 베레스테츠코 전투에서 크림 타타르족의 배신으로 인해 패배하고 만다.
우크라이나 카자크들이 폴란드-리투아니아 연방과 오스만 제국, 크림 칸국의 위협을 받고 있던 상황에서 동방 정교회 신자였던 흐멜니츠키는 같은 그리스 정교회를 신봉하고 있던 루스 차르국의 지지를 요청했다. 1654년 1월 페레야슬라프 조약을 통해 우크라이나 카자크의 자치권을 인정하는 조건으로 러시아의 차르로 있던 알렉세이 미하일로비치의 주권을 인정하였다.
1654년 루스 차르국이 폴란드를 상대로 한 전쟁에 참전하면서 러시아-폴란드 전쟁이 발발했다. 1655년에는 스웨덴이 폴란드를 상대로 한 제2차 북방 전쟁에 참전하면서 폴란드는 큰 타격을 입게 된다. 1657년 흐멜니츠키가 사망하면서 흐멜니츠키 봉기도 끝나게 된다.
이 전쟁을 계기로 폴란드-리투아니아 연방이 쇠퇴하게 되었고 루스 차르국이 세력을 확장하게 된다. 또한 카자크에 대한 폴란드의 영향력이 소멸되면서 카자크 수장국이 등장했다.

## 같이 보기
- 러시아-폴란드 전쟁 (1654년-1667년)
- 대홍수 (역사)
- 파이어 & 스워드
- 페레야슬라프 조약